# Ејмс Лејк (Вашингтон)
Ејмс Лејк (енгл. Ames Lake) насељено је место без административног статуса у америчкој савезној држави Вашингтон.

## Демографија
По попису из 2010. године број становника је 1.486, што је 51 (3,6%) становника више него 2000. године.
| Група             | 2000.         | 2010.         |
| Белци             | 1.316 (91,7%) | 1.313 (88,4%) |
| Афроамериканци    | 1 (0,1%)      | 6 (0,4%)      |
| Азијати           | 59 (4,1%)     | 66 (4,4%)     |
| Хиспаноамериканци | 19 (1,3%)     | 35 (2,4%)     |
| Укупно            | 1.435         | 1.486         |